# Белозерское (Курганская область)
Белозе́рское — село, административный центр Белозерского района Курганской области.

## География
Расположено на реке Тобол, на расстоянии 42 км к северо-востоку от города Курган. Ближайший населённый пункт — деревня Корюкина (расположена к югу от села).

### Часовой пояс
Белозерское, как и вся Курганская область, находится в часовой зоне МСК+2. Смещение применяемого времени относительно UTC составляет +5:00.

### Климат
Климат умеренный континентальный, засушливый. Зима морозная, лето тёплое.
| Показатель              | Янв. | Фев.  | Март | Апр. | Май  | Июнь | Июль | Авг. | Сен. | Окт. | Нояб. | Дек.  | Год |
| ----------------------- | ---- | ----- | ---- | ---- | ---- | ---- | ---- | ---- | ---- | ---- | ----- | ----- | --- |
| Средняя температура, °C | −16  | −14,9 | −7,3 | 3,9  | 12,0 | 17,8 | 19,3 | 16,4 | 10,1 | 3,3  | −7,1  | −13,7 | 2,0 |
| Норма осадков, мм       | 20   | 12    | 14   | 17   | 39   | 48   | 63   | 52   | 43   | 30   | 25    | 22    | 385 |
| Источник: .             |      |       |      |      |      |      |      |      |      |      |       |       |     |

## Население
| 1763  | 1782  | 1795  | 1816  | 1834  | 1850  | 1858  |
| ----- | ----- | ----- | ----- | ----- | ----- | ----- |
| 184   | ↗231  | ↗267  | ↗358  | ↗364  | ↗423  | ↗445  |
| 1868  | 1893  | 1912  | 1926  | 1939  | 1959  | 1970  |
| ↗539  | ↗663  | ↗711  | ↗985  | ↗1885 | ↗2029 | ↗2848 |
| 1979  | 1989  | 2002  | 2010  | 2021  |       |       |
| ↗4028 | ↗4519 | ↘4465 | ↘4141 | ↘3769 |       |       |

Резкий рост населения связан с тем, что Решением Курганского облисполклма № 524 от 28 сентября 1977 года д. Бочанцево объединили с с. Белозерским.
Национальный состав
- По переписи населения 2002 года проживало 4465 человек, из них русские — 94 %.
- По переписи населения 1926 года проживало 985 человек, из них русские 978 чел., поляки 5 чел.

## История
Белозерская слобода, ныне село Белозерское, была построена на левом берегу реки Тобола в 1665 году. Основатель — Стенка (Степан) Фёдоров сын Нестеров, родившийся в Чубаровской слободе. Жили здесь беломестные казаки и оброчные крестьяне. Была мутовчатая мельница на ручье, принадлежащая Луке Федоровичу Нестерову, он же имел кузницу. Остальные жители занимались хлебопашеством, ловили рыбу в оз. Ачикуль и в истоке из Белого озера, по имени которого названа слобода.
Проходит время, и в 1749 году Ялуторовского дистрикта Белозерская слобода насчитывала 23 двора в которых крестьян, мужчин в возрасте от 18 до 50 лет — 83 человека, у них огнестрельного оружия было 3 винтовки (у Павла Шорина, у Ульяна Шмакова и у Ярасима Шихалева). К слободе были приписаны 18 деревень, в которых насчитывалось 398 дворов. Так как слобода была пограничной, то жители (756 мужчин в возрасте от 18 до 50 лет в самой слободе и деревнях) были вооружены винтовками (74 шт.), турками (8 шт.), фузеями (2 шт.), гладями (9 шт.) для защиты от набегов кочевников. Кроме того, в самой слободе «городового строения: город лежачий, кремль срубленный в углы, одна башня проезжая, одни проезжие ворота, надолбы, рогатки и ров». Вокруг слободы возникали деревни. Слобода стала центром Белозерской волости Курганского уезда.
Во время Крестьянской войны под предводительством Емельяна Пугачёва в конце февраля 1774 года жители слободы поддержали восставших. В марте 1774 года правительственные войска во главе с майором Георгием Эртманом заняли Белозерскую слободу.
Здесь родился выдающийся ученый и общественный деятель Александр Васильевич Адрианов (1854—1920).
В Белозерской слободе были Министерская 2-классная школа, библиотека-читальня, больница, кожевенный завод М. О. Менщикова.
17 июня 1918 года добровольческий отряд совместно с белочехами (около 130 пеших и 15 конных) вышел из г. Кургана для преследования отряда красных под командованием председателя крестьянской секции курганского совдепа Дмитрия Егоровича Пичугина. Утром 18 июня отряд прибыл в с. Белозерское и оттуда двинулся к с. Усть-Суерскому. Красноармейцы были взяты в плен штаб-ротмистром Гусевым. Отряд забрав отнятое оружие (150 винтовок) и 21 пленного двинулись в обратный путь. Рядовые были отпущены, из них 5 решили вступить в добровольческий отряд. По дороге, 23 июня 1918 года, Д. Е. Пичугин и один из его соратников расстреляны.
Ночью 15 августа 1919 года красный 269-й Богоявленско-Архангельский полк, наступавший в авангарде, двигаясь по дорогам идущим севернее Илецко-Иковского бора, подошел к д. Обабково. Здесь отход белой армии прикрывал 5-й Сибирский казачий полк 2-й Сибирской казачьей дивизии под командованием войскового старшины П. И. Путинцева. 16 августа 1919 года казачий полк посотенно переправился через Тобол у дд. Корюкино, Меньшиково (ныне Нижнетобольное) и остановился в д. Глубокая. Вечером 17 августа 1919 года два взвода красной Богоявленской сотни были направлены в район сел Иковское, Ачикуль, Белозерское. Разведчики прошли не занятое никем село Белозерское. Подходя к д. Корюкино их обстреляли находившиеся там казаки 3-й Оренбургской казачьей бригады. Кавалеристы-богоявленцы отошли и к утру оставили с. Белозерское. Вслед за ними, восстановив разрушенный мост, в село вступил батальон 1-го Сибирского Ударного полка и три сотни 4-го Сибирского казачьего полка. Днем красные конные разведчики ещё раз пытались подойти к селу. Вслед за разведкой, днём 17 августа 1919 года, красный 270-й Белорецкий полк атаковал предмостное укрепление у с. Белозерское. Во время одной из атак, на фланг наступающего красного 270-го Белорецкого полка, внезапно вышел эскадрон конницы. В бинокли, было четко заметно колыхавшееся над головами красное знамя и красные ленточки на правой стороне груди кавалеристов. Тем не менее, заподозривший неладное из-за этого внезапного появления конницы, командир красного батальона выслал навстречу ей своих разведчиков. Там были белые. В этом бою красноармейцы потеряли 4 убитых и 19 раненных, 1 боец попал в плен, из полка дезертировало 13 красноармейцев. Потерпев неудачу, красный 270-й Белорецкий полк отошел на д. Куликово (Палкино). Их преследовали казаки. Подойдя к д. Скопино, они узнали, о выдвижении из д. Обабково свежего красного батальона 269-го полка и возвратились. Оставив с. Белозерское, белый 1-й Сибирский Ударный полк отошел за реку Тобол.
22 августа 1919 года 2-й батальон красного 269-го Богоявленско-Архангельского полка выступил из с. Шмаково (ныне Полевое и Светлый Дол) на с. Белозерское и, пройдя под огнем белой артиллерии два километра, заняли с. Белозерское и д. Бочанцево. После выхода на берег реки, саперам под командованием Боровикова поручили восстановить сожженный белыми мост в д. Бочанцево. К исходу 22 августа 1919 года, весь красный 269-й Богоявленско-Архангельский полк переправившись у дд. Корюкина и Бочанцево, окопался в полутора верстах от берега, прикрывая обе переправы. Оборонявшиеся здесь две сотни 6-го Исетско-Ставропольского казачьего полка и белый Легкий стрелковый батальон, попытались контратаковать из д. Глубокая, но все атаки были отбиты. С 24 августа 1919 года началось общее отступление белых войск 2-й армии генерала Н. А. Лохвицкого, по всему фронту.
В 1919 году образован Белозерский сельсовет.
После упразднения волостей Постановлением ВЦИК от 3 ноября и 12 ноября 1923 года село стало центром Белозерского района. С 1 февраля 1963 года район упразднён, Белозерский сельсовет отнесен к Каргапольскому сельскому району, а с 3 марта 1964 года — к Кетовскому сельскому району. Указом Президиума Верховного Совета РСФСР от 12 января 1965 года образован Белозерский район.
В годы Советской власти жители села работали в совхозе «Тобол».

## Церковь
- В 1698 году к преосвященнейшему митрополиту Сибирскому и Тобольскому Игнатию обратились с прошением Белозерской слободы часовенный староста Федор Меньщиков с прихожанами благословить их вместо деревянной часовни построить деревянную церковь, и получили это благословение. Документ датирован 7206 (1698) годом февраля в 9-й день. Текст его из слова в слово приводит священник Василий Адрианов, служивший в Алексеевской церкви Белозерской слободы в 1859 году. Данная благословенная грамота позволяет сделать вывод, что первая церковь во имя святого преподобного Алексия, человека Божия была построена в слободе в 1698 году, в 1708 году появился самостоятельный Белозерский приход[15].
- К 1755 году построена вторая церковь вместо первой, тоже деревянная, со вторым приходом святой мученицы Параскевы (Пятницкий придел)[16].
- В 1784 году приняли решение о строительстве каменной церкви с мерою в длину и ширину 8 аршин, внутри высота 11 аршин. Строили храм долго. В 1805 году тщанием прихожан и при пособии благотворителей в слободе Белозерской построена каменная церковь во имя святого преподобного Алексия, человека Божия. К холодному Алексеевскому приделу примыкал теплый придел во имя Святой Мученицы Параскевы.
- В 1936 году Белозерский храм закрыт. В 1940-е годы в здании церкви разместили банк и сберкассу[17], затем — краеведческий музей. Здание сохранилось до уровня первого этажа.
- В 2014 году велось восстановление храма. В мае 2015 года настоятелем прихода назначен иеромонах Симеон (Мальцев)[18].

### Приход
- В 1789 году приход Алексеевской церкви слободы Белозерской состоял из деревень Белозерской волости: Карюкина, Бачанцова, Соловьева, Заполойская, Меньшикова, Куликова, Доможирова; Мендерской волости: Зарослой, Малой Зарослой, Скопиной, Пушкаревой, Шмаковой, Ачикульской, Обабковой; Боровской волости: Пешной, Глубокой.
- В 1863 году приход состоял из деревень: Менщикова, Глубокая, Заполойская, Ачикуль, Корюкина, Бочанцова, Куликова, Доможирова, Пушкарева. Действовали часовни: в деревни Куликовой, Менщиковой, Доможировой, Ачикуле.
- В 1913 году в приходе значатся деревни: Куликова, Менщикова, Доможирова, Ачикуль, Корюкина, Бочанцева.

## Белозерский сельсовет
- Образован в 1919 году в Белозерской волости Курганского уезда.
- Постановлениями ВЦИК от 3 и 12 ноября 1923 года в составе Курганского округа Уральской области РСФСР образован Белозерский район, который 17 января 1934 года включён в состав Челябинской области, а 6 февраля 1943 года в состав Курганской области.
- 14 июня 1954 года Белозерский сельсовет объединён с упразднённым Куликовским сельсоветом.
- 1 февраля 1963 года Белозерский район упразднён, Белозерский сельсовет включён в состав Каргапольского сельского района.
- 3 марта 1964 года Белозерский сельсовет включён в состав Кетовского сельского района.
- 1 февраля 1965 года вновь образован Белозерский район.

### Население сельсовета
- По данным переписи 1926 года в Белозерском сельсовете проживало 2362 чел., в том числе
  - в с. Белозерское 985 чел., в том числе русских 978 чел., поляков 5 чел.
  - в д. Бачанцева 854 чел., в том числе русских 854 чел.
  - в д. Корюкина 508 чел., в том числе русских 508 чел.
  - в совхоз. Рожина Заимка 15 чел., в том числе русских 15 чел.
- По данным переписи 1926 года в Доможировском сельсовете проживало 876 чел., в том числе
  - в д. Доможирова (Соловьева) 858 чел., в том числе русских 853 чел., поляков 4 чел.
  - в с/х ком. Имени Ленина (обр. в 1920 г.) 18 чел., в том числе русских 18 чел.
- По данным переписи 1926 года в Куликовском сельсовете проживало 1462 чел., в том числе
  - в д. Куликова (Палкина) 1056 чел., в том числе русских 1056 чел.
  - в д. Пешная 406 чел., в том числе русских 406 чел.
- В настоящее время в Сельское поселение Белозерский сельсовет входят с. Белозерское, д. Доможирово, д. Корюкино, д. Куликово. Население 5172 чел. (2012), 5089 чел. (2013), 4971 чел. (2014).

## Деревня Бачанцева (Бочанцево)
Деревня Бачанцева (Бочанцево) возникла одна из первых, в 1670 году в одной версте к северо-востоку от Белозерской слободы, над рекой Тоболом. В 1782 году вошла в состав Белозерской волости. Здесь в 34 дворах жили: Речкаловы, Нестеровы, Белобородовы, Хлыновы, Подкорытовы, Соловьевы, Грибановы, Парфеновы, Шишкины, Мошкины, Ступины.
Решением Курганского облисполклма № 524 от 28 сентября 1977 года д. Бочанцево объединили с селом Белозерским.
| Численность населения, чел. | Численность населения, чел. | Численность населения, чел. | Численность населения, чел. | Численность населения, чел. | Численность населения, чел. | Численность населения, чел. | Численность населения, чел. | Численность населения, чел. | Численность населения, чел. | Численность населения, чел. |
| 1763                        | 1782                        | 1795                        | 1816                        | 1834                        | 1850                        | 1858                        | 1868                        | 1893                        | 1912                        | 1926                        |
| --------------------------- | --------------------------- | --------------------------- | --------------------------- | --------------------------- | --------------------------- | --------------------------- | --------------------------- | --------------------------- | --------------------------- | --------------------------- |
| 126                         | 210                         | 235                         | 322                         | 366                         | 461                         | 462                         | 479                         | 504                         | 657                         | 854                         |

## Средства массовой информации
На территории Белозерского района выходит газета «Боевое слово», которая является органом администрации муниципального образования. Издание имеет собственный сайт, на котором публикует не только новости, но и справочную информацию по району.
В Белозерском округе имеется интернет-издание ИС «Белозерское» (Информационное сообщество «Белозерское»), которое публикует оперативные новости на всех своих площадках в популярных социальных сетях. Проект имеет внушительное количество читателей.